# When Scopes Collide
When Scopes Collide è il quinto album della discografia del gruppo statunitense Kaleidoscope, pubblicato nel 1976. La band si riunisce per l'occasione a distanza di sei anni dal loro precedente disco, prima di dividersi nuovamente dedicandosi ai propri rispettivi impegni.

## Tracce
Lato A
1. Ghost Riders in the Sky – 5:35 (Stan Jones)
2. Canun Tune – 0:40 (Solomon Feldthouse)
3. You Never Can Tell – 2:15 (Chuck Berry)
4. Little Egypt – 3:29 (Jerry Leiber, Mike Stoller)
5. My Love Comes Softly – 2:21 (Solomon Feldthouse)
6. Your Love – 2:56 (Carlton McWilliams, Earl Simms, Jackie Avery)
7. Black and Tan Fantasy – 2:09 (Duke Ellington, Bubber Miley)

Lato B
1. Hard on the Trail – 2:41 (Chris Darrow)
2. Stu's Balkan Blues – 0:43 (Stuart Brotman)
3. Man of Constant Sorrow – 3:04 (Tradizionale) – Arrangiamento di Chris Darrow
4. It's Love You're After – 8:56 (Solomon Feldthouse)
5. So Long – 2:47 (Allen Toussaint)

## Musicisti
- Chris Darrow - slide guitar (brani #A1 e #B1)
- Chris Darrow - chitarra acustica (brani #A3 e #B3)
- Chris Darrow - chitarra elettrica (brani #A3 e #B5)
- Chris Darrow - chitarra (brani #A4 e #A6)
- Chris Darrow - mandolino (nel brano #A7)
- Chris Darrow - pianoforte (brani #B1 e #B4)
- Chris Darrow - voce (brani #A3, #A6, #B3, #B5)
- Chris Darrow - fiddle (nel brano #B3)
- Chris Darrow - vibrafono (nel brano #B3)
- Chris Darrow - sassofono tenore (nel brano #B5)
- Solomon Feldthouse - voce solista (brani #A1, #A4 e #A5)
- Solomon Feldthouse - zill (brani #A1 e #A4)
- Solomon Feldthouse - oud (brani #A1 e #B4)
- Solomon Feldthouse - darbuka (brani #B2 e #B4)
- Solomon Feldthouse - qanun (brani #A2, #A3 e #A5)
- Solomon Feldthouse - caz (brani #A4, #A5 e #B4)
- Solomon Feldthouse - gadulka (brani #B2 e #B4)
- Solomon Feldthouse - tuba (brani #A7 e #B5)
- Solomon Feldthouse - voce (brani #A6, #B1, #B4 e #B5)
- Chester Crill (indicato come Max Buda) - armonica (brani #A6, #B1 e #B3)
- Chester Crill (indicato come Max Buda) - pianoforte (brani #A4, #A6 e #B7)
- Chester Crill (indicato come Max Buda) - voce (nel brano #A6)
- Chester Crill (indicato come Max Buda) - voce solista (nel brano #B5)
- Chester Crill (indicato come Templeton Parcely) - voce (nel brano #A2)
- Chester Crill (indicato come Templeton Parcely) - violino (brani #A3, #A6, #A7 e #B4)
- Chester Crill (indicato come Templeton Parcely) - organo (nel brano #B5)
- Stuart Brotman - oud (nel brano #A1)
- Stuart Brotman - basso (brani #A1, #A3, #A4, #A5, #A6, #A7,#B1, #B3 e #B4)
- Stuart Brotman - tuba (brani #A7 e #B5)
- Stuart Brotman - corno baritono (brani #A7 e #B5)
- Stuart Brotman - gaita, pennywhistle (nel brano #B3)
- Stuart Brotman - kemence (nel brano #B4)
- Stuart Brotman - voce (nel brano #B5)
- Paul Lagos - batteria (brani #A1, #A4, #A5, #A6. #A7, #B1, #B3, #B4 e #B5)
- David Lindley (indicato come De Paris Letante) - chitarra acustica (nel brano #A5)
- David Lindley (indicato come De Paris Letante) - chitarra lap steel (brani #A1, #B1, #B4 e #B5)
- John Ware - batteria (nel brano #A3)